# گرودا (فرانکن سفلی)
گرودا (به آلمانی: Geroda) یک منطقهٔ مسکونی در آلمان است که در Bad Kissingen واقع شده‌است. گرودا ۹۳۲ نفر جمعیت دارد.